# Crotalarieae
Crotalarieae je tribus (seskupení) podčeledi Faboideae čeledi bobovité vyšších dvouděložných rostlin. Zahrnuje asi 1200 druhů ve 13 rodech a je rozšířen zejména v jižní Africe. Rod chřestnatec je rozšířen v teplých krajích celého světa. V jižní Evropě se vyskytují 2 druhy rodu lotononis. Z užitkových rostlin je známý zejména jihoafrický čajovec kapský, poskytující nápoj zvaný rooibos.

## Popis
Zástupci tribu Crotalarieae jsou byliny nebo keře. Listy jsou nejčastěji dlanitě trojčetné, řidčeji dlanitě složené, jednolisté nebo jednoduché. Květy jsou uspořádány v hroznech nebo hlávkách nebo řidčeji jednotlivé. Květenství jsou vrcholová, vyrůstající naproti listu, nebo řidčeji úžlabní. Kalich je složen z 5 víceméně stejných laloků. Koruna je motýlovitá, na bázi pavézy mohou být přívěsky. Všechny tyčinky jsou srostlé. Semeník obsahuje 2 až mnoho vajíček. Plodem je lusk pukající 2 chlopněmi, většinou s okrouhlým průřezem až nafouklý, zřídka zploštělý.

## Rozšíření
Tribus zahrnuje 13 rodů a asi 1200 druhů. Největší rod je chřestnatec (Crotalaria, asi 690 druhů) a čajovec (Aspalathus, 278 druhů)
Centrum rozšíření je v jižní Africe, kde jsou zastoupeny všechny rody s výjimkou jednoho severoafrického (Spartidium). Rod chřestnatec (Crotalaria) je rozšířen v tropech a subtropech celého světa. Některé rody (Lotononis, Rothia) se vyskytují i v Asii, rod Pearsonia zasahuje na Madagaskar.

## Zástupci
- čajovec (Aspalathus)
- chřestnatec (Crotalaria)
- lotononis (Lotononis)

## Význam
Z čajovce kapského (Aspalathus linearis) se připravuje nápoj, známý jako rooibos. Z různých druhů chřestnatce (Crotalaria) jsou získávána vlákna a používají se i jako krmivo. Lotononis Lotononis bainesii je pěstován v sušších částech tropů jako krmivo pro dobytek.

## Přehled rodů
Aspalathus, Bolusia, Calobota, Crotalaria, Lebeckia, Lotononis, Pearsonia, Rafnia, Robynsiophyton, Rothia, Spartidium, Wiborgia, Wiborgiella